# Olympische Sommerspiele 1896/Leichtathletik – 100 m (Männer)
Der 100-Meter-Lauf der Männer bei den Olympischen Spielen 1896 wurde am 6. und am 10. April 1896 im Panathinaiko-Stadion in Athen ausgetragen. Nach den Angaben von SportsReference – siehe unten: Websites – nahmen insgesamt 15 Sportler aus 8 Nationen teil, nach Ekkehard zur Megede – siehe unten: Literatur – waren es 17 Athleten aus 10 Ländern. Die Organisatoren waren enttäuscht, dass viele der stärksten Läufer der damaligen Zeit nicht an den Spielen teilnahmen, beispielsweise Bernie Wefers aus den USA und Charles Bradley aus dem Vereinigten Königreich.

## Rekorde
Die folgende Liste beinhaltet die Weltrekorde vor den Olympischen Spielen. Es sind alles inoffizielle Rekorde.
| Weltrekord | Luther Cary ( USA)             | 10,8 s | Paris (Frankreich)                  | 4. Juli 1891       |
| Weltrekord | Cecil Lee ( Großbritannien)    | 10,8 s | Brüssel (Belgien)                   | 25. September 1892 |
| Weltrekord | Étienne De Re ( Belgien)       | 10,8 s | Brüssel (Belgien)                   | 4. August 1893     |
| Weltrekord | L. Atcherley ( Großbritannien) | 10,8 s | Frankfurt am Main (Deutsches Reich) | 13. April 1895     |
| Weltrekord | Harry Beaton ( Großbritannien) | 10,8 s | Rotterdam (Niederlande)             | 28. August 1895    |

Folgende olympischen Rekorde wurden während des Wettbewerbs auf- bzw. eingestellt:
| Olympischer Rekord | Francis Lane ( USA)  | 12,2 s | 6. April 1896, 1. Vorlauf | neuer Rekord      |
| Olympischer Rekord | Thomas Curtis ( USA) | 12,2 s | 6. April 1896, 2. Vorlauf | Rekord egalisiert |
| Olympischer Rekord | Thomas Burke ( USA)  | 11,8 s | 6. April 1896, 3. Vorlauf | neuer Rekord      |

## Zeitplan
| Vorläufe | Montag. 6. April   |           |
| Finale   | Freitag. 10. April | 14:30 Uhr |

## Ergebnisse

### Vorläufe
6. April 1896
Die Vorrunde war der erste olympische Wettkampf der Moderne. Alle Vorläufe wurden von Sprintern aus den Vereinigten Staaten gewonnen. Es fanden drei Läufe statt. Die jeweils zwei Besten – hellgrün unterlegt – erreichten das Finale.
Wie bei vielen anderen Wettbewerben auch finden sich unterschiedliche Ergebnisdarstellungen in den verschiedenen unten genannten Quellen. Zum Vergleich sind in den aufgeführten Tabellen die Resultate gegenübergestellt.
Vorlauf 1
| Platz | Name            | Land | Zeit      |    |
| ----- | --------------- | ---- | --------- | -- |
| 1     | Francis Lane    | USA  | 12,2 s    | OR |
| 2     | Alajos Szokolyi | HUN  | 12,8 s    |    |
| 3     | Charles Gmelin  | GBR  | 12,9 s    |    |
| 4     | Adolphe Grisel  | FRA  | unbekannt |    |
| 5     | Kurt Doerry     | GER  | unbekannt |    |

| Platz | Name              | Land | Zeit      |           |
| ----- | ----------------- | ---- | --------- | --------- |
| 1     | Francis Lane      | USA  | 12,2 s    | OR        |
| 2     | Alajos Szokolyi   | HUN  | 12,5 s    | geschätzt |
| 3     | André Tournois    | FRA  | unbekannt |           |
| 4     | Charles Gmelin    | GBR  | unbekannt |           |
| 5     | Manos             | HUN  | unbekannt |           |
| 6     | Luis Subercaseaux | CHI  | unbekannt |           |

Vorlauf 2
| Platz | Name                      | Land | Zeit      |     |
| ----- | ------------------------- | ---- | --------- | --- |
| 1     | Thomas Curtis             | USA  | 12,2 s    | ORe |
| 2     | Alexandros Chalkokondylis | GRE  | 12,8 s    |     |
| 3     | Launceston Elliot         | GBR  | 12,9 s    |     |
| 4     | Eugen Schmidt             | DEN  | unbekannt |     |
| 5     | George Marshall           | GBR  | unbekannt |     |

| Platz | Name                      | Land | Zeit      |           |
| ----- | ------------------------- | ---- | --------- | --------- |
| 1     | Thomas Curtis             | USA  | 12,2 s    | ORe       |
| 2     | Alexandros Chalkokondylis | GRE  | 12,6 s    | geschätzt |
| 3     | Alexandre Touffère        | FRA  | unbekannt |           |
| 4     | Launceston Elliot         | GBR  | unbekannt |           |
| 5     | Eugen Schmidt             | DEN  | unbekannt |           |
| –     | Kurt Doerry               | GER  | DNF       |           |

Vorlauf 3
| Platz | Name                  | Land | Zeit      |    |
| ----- | --------------------- | ---- | --------- | -- |
| 1     | Thomas Burke          | USA  | 11,8 s    | OR |
| 2     | Fritz Hofmann         | GER  | 12,6 s    |    |
| 3     | Friedrich Adolf Traun | GER  | 13,5 s    |    |
| 4-5   | Georgios Gennimatas   | GRE  | unbekannt |    |
| 4-5   | Henrik Sjöberg        | SWE  | unbekannt |    |

| Platz | Name                | Land | Zeit      |           |
| ----- | ------------------- | ---- | --------- | --------- |
| 1     | Thomas Burke        | USA  | 11,8 s    | OR        |
| 2     | Fritz Hofmann       | GER  | 12,0 s    | geschätzt |
| 3     | Henrik Sjöberg      | SWE  | unbekannt |           |
| 4     | Nándor Dáni         | HUN  | unbekannt |           |
| 5     | Georgios Gennimatas | GRE  | unbekannt |           |

In den Vorläufen ausgeschiedene Sprinter:

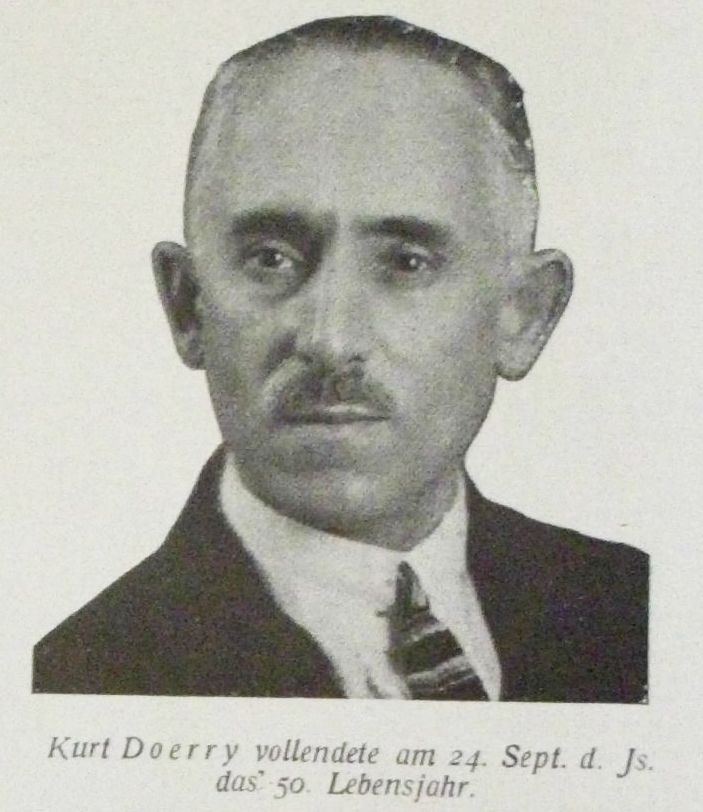
Kurt Doerry im Jahr 1924 – erster oder zweiter Vorlauf
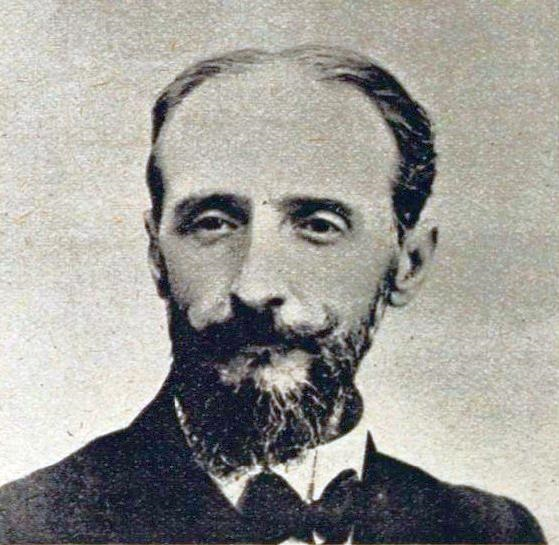
André Tournois – vermutlich erster Vorlauf
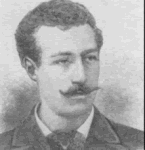
Launceston Elliot – zweiter Vorlauf
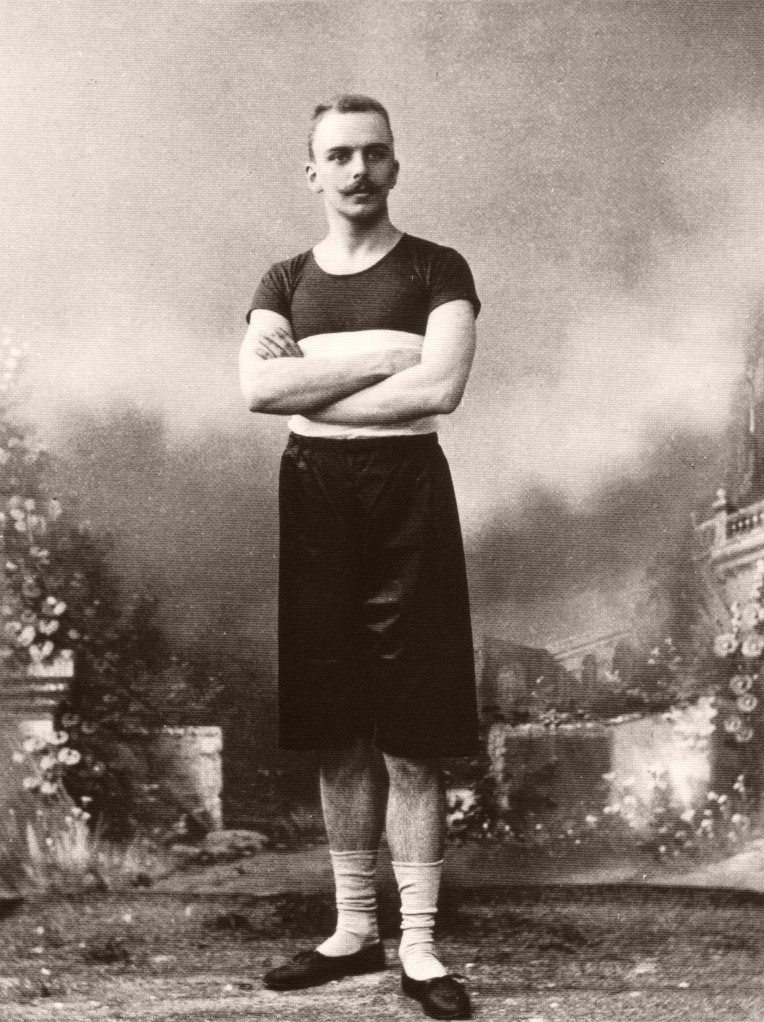
Friedrich Adolf Traun – dritter Vorlauf
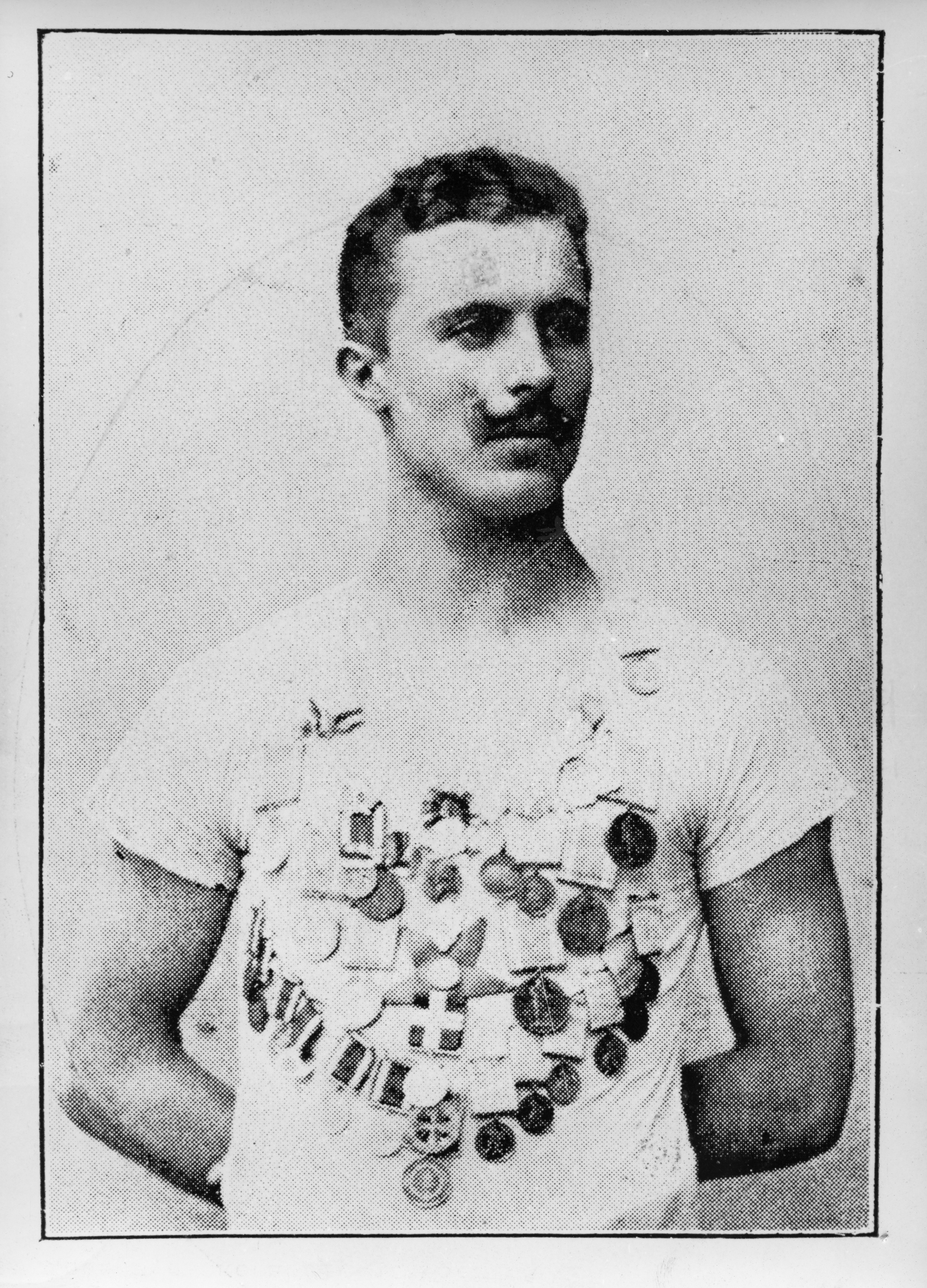
Henrik Sjöberg – dritter Vorlauf – platziert auch im Hochsprung (Vierter), Weitsprung (Vierter?) und Diskuswurf (Siebter?)

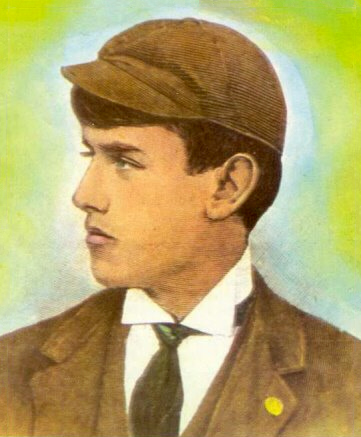
Olympiasieger Thomas Burke

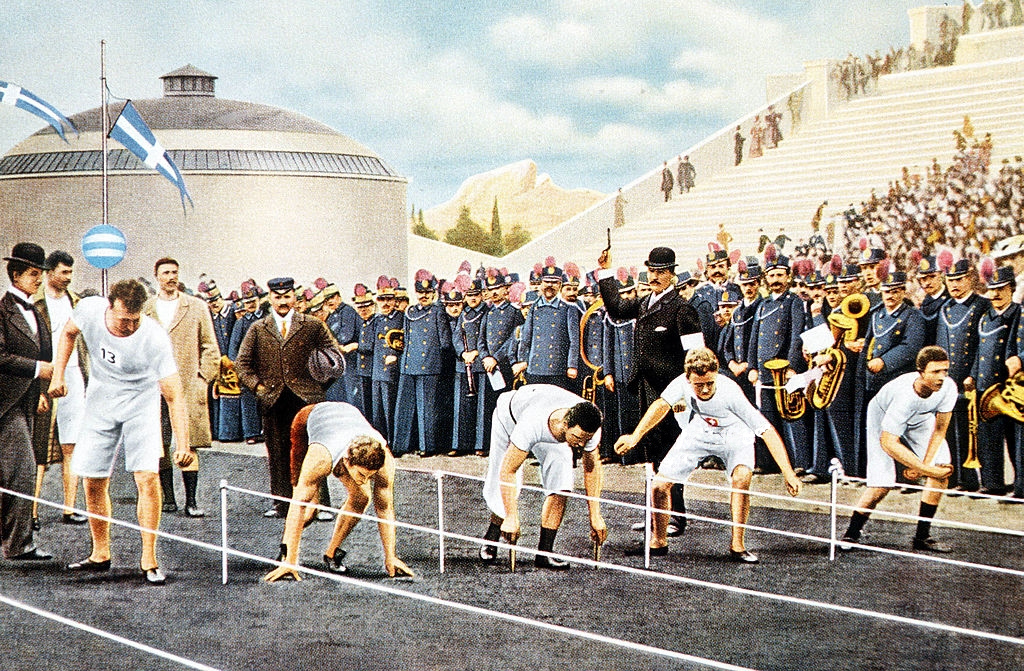
Start zum 100-Meter-Finale (von innen nach außen bzw. rechts nach links): Francis Lane, Alajos Szokolyi, Fritz Hofmann, Thomas Burke, Alexandros Chalkokondylis

### Finale
10. April 1896
| Platz | Name                      | Land | Zeit   |           |
| ----- | ------------------------- | ---- | ------ | --------- |
| 1     | Thomas Burke              | USA  | 12,0 s |           |
| 2     | Fritz Hofmann             | GER  | 12,2 s |           |
| 3     | Francis Lane              | USA  | 12,6 s | geschätzt |
| 3     | Alajos Szokolyi           | HUN  | 12,6 s | geschätzt |
| 5     | Alexandros Chalkokondylis | GRE  | 12,6 s | geschätzt |
| –     | Thomas Curtis             | USA  | DNS    |           |

Thomas Curtis, der Gewinner des zweiten Laufs der Vorrunde, zog sich zurück, um an dem Wettbewerb im 110-Meter-Hürdenlauf teilzunehmen.
Bemerkenswert war das unterschiedliche Startverhalten der fünf Endlaufteilnehmer. Francis Lane auf der Innenbahn stand dort mit leicht gebeugten Knien, nebeneinandergestellten Füßen, vor dem Körper gekreuzten Armen und schaute geradeaus auf die Bahn. Alajos Szokolyi auf Bahn zwei setzte bei ebenfalls gebeugten Knien den rechten Fuß und rechten Arm nach hinten und schaute nach unten. Fritz Hofmann, Bahn drei, stützte seinen nach vorne gebeugten Körper auf zwei dünne in den Boden gesteckte Stöckchen, der Blick war nach unten gerichtet. Thomas Burke, neben Hofmann auf Bahn vier, war der einzige, der dem heute üblichen Tiefstart ziemlich nahekam, wobei er keine zusätzliche Halterung für seine Füße in Form von Löchern im Boden oder einem Startblock zur Verfügung hatte. Alexandros Chalkokondylis schließlich stand auf seiner Bahn fünf leicht nach vorne geneigt mit leicht gebeugten Knien und stellte dabei den rechten Arm und rechten Fuß etwas nach hinten. Auch er schaute nach unten.
Nach fünfzig Metern setzten sich Burke und Hofmann ab, der US-Amerikaner Thomas Burke gewann mit knapp zwei Metern Vorsprung. Die Zeitnehmer stoppten nur die Zeiten für die beiden Erstplatzierten. Die Leistungen der anderen Läufer wurden geschätzt.
Hier gibt es nur geringfügige Abweichungen in der Darstellung des Resultats. Die Tabelle oben gibt die bei SportsReference zu findende Version wieder. Nach zur Megede sind die Zeiten bereits für den zweitplatzierten Läufer geschätzt. Für Chalkokondylis auf Rang fünf gibt es bei ihm keine Zeitangabe. Außerdem wird alleine Francis Lane auf Rang 3 und Alajos Szokolyi auf Rang vier geführt.

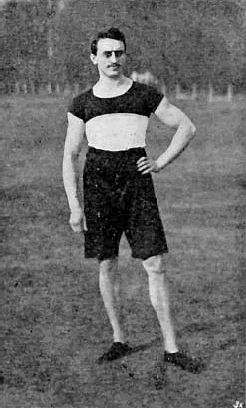
Der zweitplatzierte Fritz Hofmann – außerdem Vierter über 400 Meter, Hochsprung-Fünfter und evtl. Dreisprung-Teilnehmer
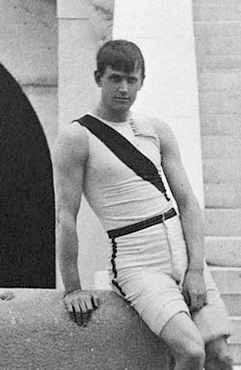
Francis Lane belegte den geteilten dritten Platz
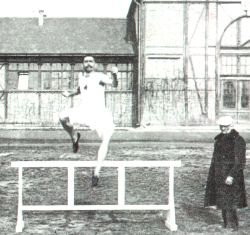
Alajos Szokolyi kam auf den geteilten dritten Rang, wurde außerdem Vierter im Dreisprung und war Teilnehmer über 110 Meter Hürden
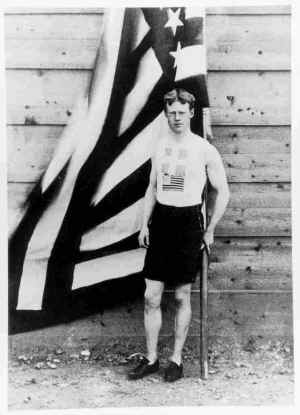
Thomas Curtis trat zum 100-Meter-Finale nicht an und wurde eine Stunde später Olympiasieger über 110 Meter Hürden